# کوه سپید قطور
کوه خاس یا سفید قطور به صورت دو قله یو مانند انگلیسی، در سمت غربی سلسله ارتفاعات اصلی البرز مرکزی در شمال شهرستان طالقان قرار دارد. وقتی از گردنه ابراهیم آباد وارد دره طالقان می شویم، در مقابل ما ، رشته کوه عظیم البرز مرکزی با قله شاه البرز در وسط آن و قلل خاس و سفید آب، در سمت چپ مشاهده میشود. قله شاه البرز با ارتفاع 4170 متر و قله خاس در غرب آن، حدود 4141 متر ارتفاع دارد. در شمال این ارتفاعات، دره بزرگ الموت و روستاهای آن واقع شده است.
برای صعود به قله کوه خاس یا غرب ارتفاعات البرز مرکزی طالقان، بهترین مسیر، شروع حرکت از روستای سوهان طالقان، واقع در 4 کیلومتری شمال ساختمان تاج و دریاچه سد طالقان می باشد. زیرا از گذشته های دور، یک راه مالروی قدیمی و در حال حاضر با پاکوب مناسب، از روستای سوهان (طالقان) به سمت اطراف ارتفاعات البرز مرکزی طالقان و دامنه های کوه خاس وجود دارد که بعد از گذشتن از مناطق دانه خانی، ماله خانی و دور زدن ارتفاعات مذکور، به سمت روستای آوه الموت و سایر روستاها، قابل استفاده است. مسیر فوق در ادامه به سمت روستاهای شمالی تر الموت ارتفاعات 3000 شهرستان تنکابن و برای رفتن به شمال ایران، مورد استفاده بوده است.

حرکت از شمال روستای سوهان، ارتفاع 2050 متر از سطح دریا، به سمت تپه رُبا پشته (مخفف پشته روبا) ادامه دارد. در ابتدا شیب متوسط و زیاد می باشد. در بالای تپه، شیب کم شده و تصویر قله جنوبی کوه کله سنگ، خود نمائی می کند.

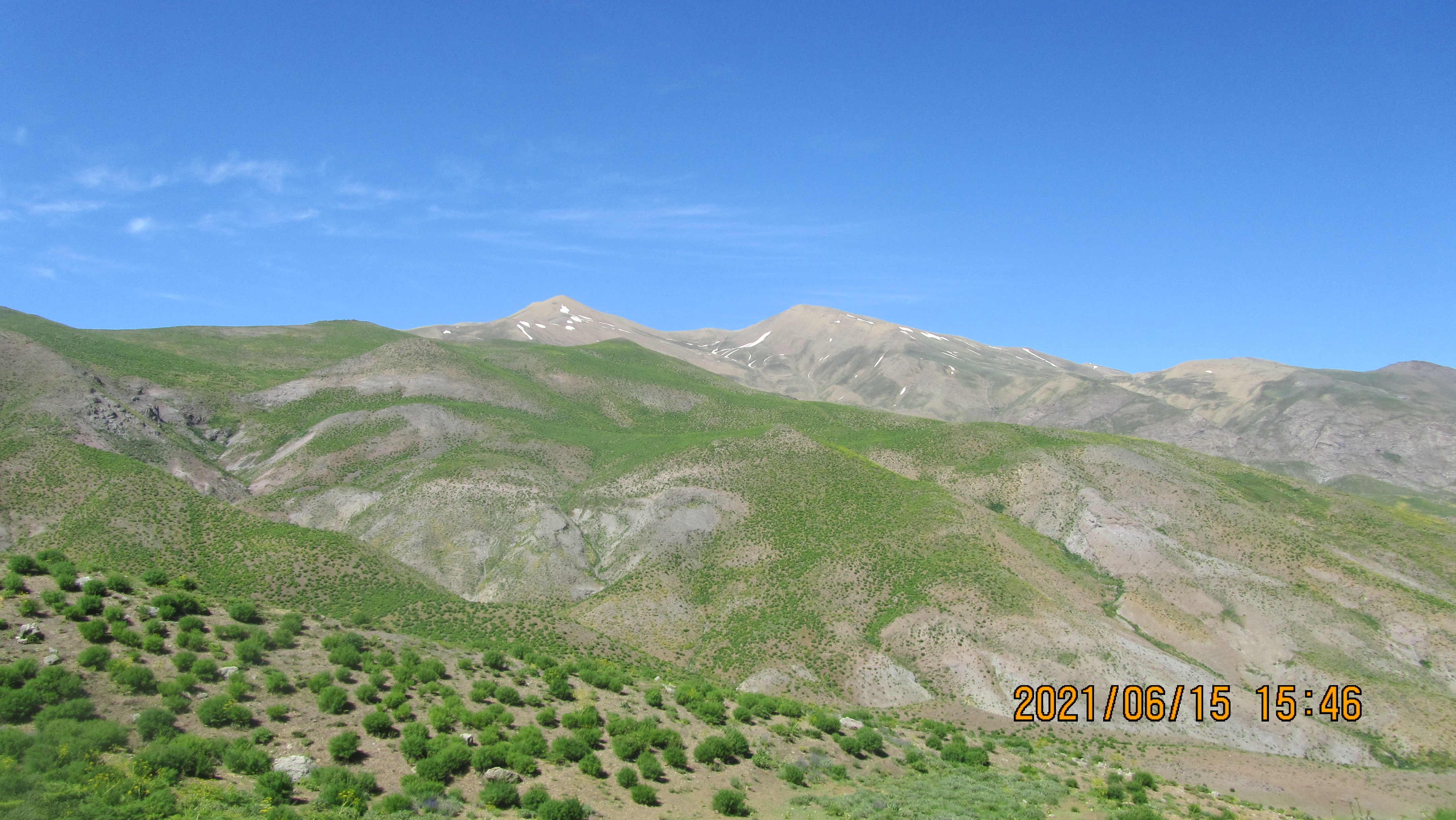
سپید قطور از نمای نگار چشمه

در ادامه، شیب مسیر بیشتر شده و از مناطق کوکلکان، دراز چاک عبور می شود و بعد از بالارفتن از شیب تپه دانه خانی، وارد دره بزرگ دانه خانی میشویم. در سمت شرق دره، چشمه و نهر دانه خانی قرار دارد و بعد از آن، گردنه گوشانی (گاو پیشانی)، بین دو قله کوه کله سنگ و کوه میل، خودنمایی می کند.
فاصله تقریبی دانه خانی تا روستای سوهان، در حدود 4 کیلومتر می باشد. اینجا محل استراحت کوه نوردان و برداشتن آب می باشد. زیرا بعد از آن، تا محل چشمه های دائمی، در مسیر حرکت ما به سمت ماله خانی، حداقل 3 کیلومتر فاصله وجود دارد. البته توسط برخی کوهنوردان، منطقه سنگ چین برای استراحت شب مانی یا برپایی چادرهای کوچک فراهم شده است.
با رسیدن به بالای گردنه گوشانی، ارتفاع حدود 2700 متر، مناظر زیبا و عجیبی، مشاهده میشود. در سمت راست یا شرق جغرافیایی، دامنه های سنگی غربی کوه کله سنگ قرار دارد. در ادامه شیب بسیار شدید گوشانی(گاو پیشانی) و در پائین آن، منطقه جیر خشکه چال مشاهده میشود که از محل سنگ بزرگی، راه مالرو دو قسمت میشود. مسیر شمالی برای رفتن به جر خشکه چال و کامکان، الهو چال بالائی و ماله خانی و کوه های البرز مرکزی طالقان استفاده میشود. به سمت غرب نیز راه مالرو برای رفتن به جیر الهو چال استفاده میشود و در روبرو نیز منطقه و قله کوه رژده قرار دارد.
فاصله تقریبی دانه خانی تا نگار چشمه در حدود 3 کیلومتر است و برای کوهنوردانی که قصد استراحت و بازیابی قوای خود را داشته باشند، منطقه نگار چشمه، بهترین مکان برای شب مانی و استراحت می باشد.
هیچ پناهگاهی در هیچ‌یک از مسیرهایی صعود وجود ندارد و هر کس که قصد صعود دارد باید با خود چادر حمل کند. 